# C/2017 T1 (Heinze)
La comète Heinze (C/2017 T1) est une comète quasi-parabolique qui est passée au plus près de la Terre le 4 janvier 2018, à une distance de 0,22 UA. Elle a été découverte le 2 octobre 2017 par Ari Heinze de l'Université d'Hawaï. Son périhélie est le 21 février 2018, et il est prévu que sa magnitude soit de 8,8.